# Aberdeen, Idaho
Aberdeen är en ort i Bingham County i Idaho. Orten har fått namn efter Aberdeen i Skottland. Vid 2010 års folkräkning hade Aberdeen 1 994 invånare.